# Débats télévisés de l'élection présidentielle américaine

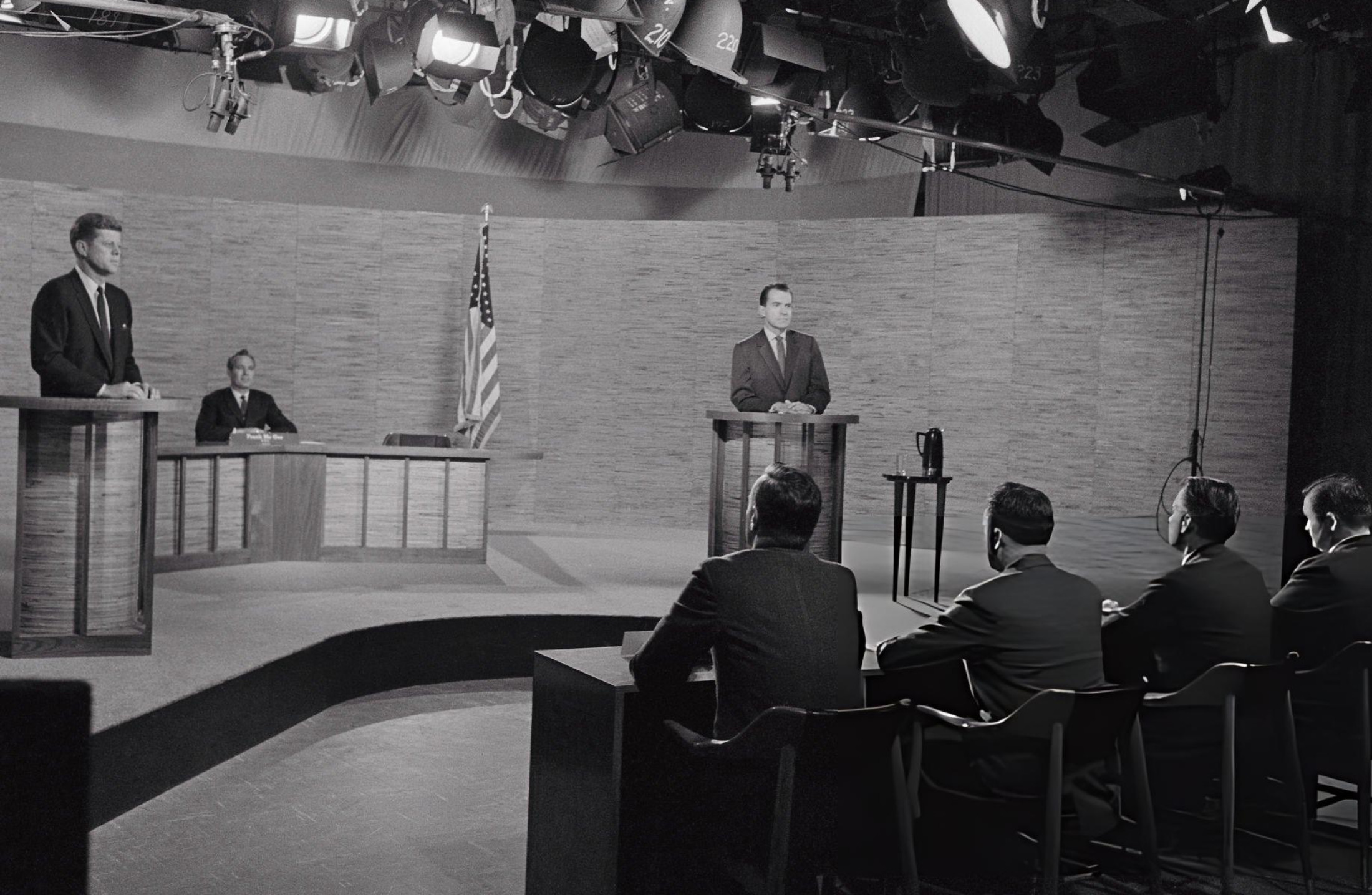
John F. Kennedy et Richard Nixon lors du débat présidentiel télévisé de 1960.

Les débats télévisés de l'élection présidentielle américaine sont des évènements politiques et médiatiques des élections présidentielles américaines depuis 1960.
Lors de ces scrutins présidentiels, il est devenu habituel pour les principaux candidats (presque toujours des candidats des deux grands partis, actuellement le Parti démocrate et le Parti républicain) de s'engager dans un débat télévisé. Les sujets abordés y sont souvent des questions d'actualité, et il est convenu que certains débats ont joué sur le cours de l'élection (notamment celui de Richard Nixon contre John Kennedy). Ces débats ne sont pas officiellement prévus par la constitution, et restent davantage une convention qu'une obligation. La principale cible politique visée sont les indécis, afin de les convaincre à quelques semaines des élections.
Ils ont généralement lieu vers la fin de la campagne électorale, une fois que les deux partis ont désigné leurs candidats. Les candidats répondent à un journaliste ou un parterre de citoyens dans une grande salle, souvent située dans une université. Les formats des débats ont varié, avec des questions parfois posées par un ou plusieurs journalistes et dans d'autres cas, les membres de l'auditoire. Entre 1988 et 2000, les formats sont régies en détail par des mémorandums secrets d'entente (PE) entre les deux principaux candidats, un protocole d'entente pour l'année 2004 a également été négocié, mais à la différence des accords précédents, il a été publié conjointement par les deux candidats.
Les débats sont retransmis en direct à la télévision et à la radio. Le premier débat de l'élection de 1960 a attiré plus de 66 millions de téléspectateurs sur une population de 179 millions, ce qui en fait l'une des émissions les plus regardée de l'histoire de la télévision américaine. En 1980, les débats ont attiré 80 millions de téléspectateurs sur un total de 226 millions d'habitants. Les débats récents ont attiré un public décidément plus restreint, allant de 46 millions de téléspectateurs pour le premier débat de 2000 à plus de 67 millions pour le premier débat en 2012.

## Histoire

### Prémices
Alors que le premier débat télévisé présidentiel n'a lieu qu'en 1960, plusieurs autres débats l'ont précédé, sous d'autres formes.
En 1858, la série de sept débats entre Abraham Lincoln et le sénateur sortant Stephen A. Douglas pour le poste de sénateur de l'Illinois, est un vrai débat face-à-face, sans modérateur, les candidats se relayant pour effectuer un discours d'une heure, puis laissant à l'autre candidat une heure et demie pour réfuter, et, enfin, au premier candidat un droit de réponse d'une demi-heure. Douglas a finalement été réélu. Lors de l'élection présidentielle de 1860, Lincoln et Douglas se retrouvent candidats de leur parti (respectivement pour les Républicains et les Démocrates du Nord), même s'ils n'ont pas l'occasion d'à nouveau croiser le fer, sont marqués dans leurs positions et leur façon de mener campagne par l'échange qu'ils avaient eu deux ans auparavant.
En 1940, le candidat républicain Wendell Willkie demande au président Franklin D. Roosevelt de participer à un débat, mais Roosevelt refuse.
En 1948, un débat radiophonique a eu lieu dans l'Oregon entre Thomas E. Dewey et Harold Stassen, candidats à la primaire républicaine pour la présidence (cf. l'article « débat Dewey-Stassen »). Les démocrates font de même en 1956, avec un débat pendant la primaire entre Adlai Stevenson et Estes Kefauver. L'organisation estudiantine de l'université du Maryland invite ensuite les deux principaux candidats à la présidence à un débat organisé au sein de leur établissement. En août 1956, le Baltimore Sun écrit un article sous le titre « Immigrant Urges Presidential Debates » (« Les immigrés demandent des débats présidentiels »). Les deux candidats ont alors été contactés et on examiné cette suggestion. Fred A. Kahn, un étudiant de l'université du Maryland en 1960, a été l'un des premiers promoteurs nationaux des débats présidentiels. En août 1956, M. Kahn a adressé une lettre au président de l'université, Wilson H. Elkins, dans laquelle il propose de convier les candidats des deux grands partis sur la même plate-forme pour répondre aux questions d'un panel d'étudiants. Kahn a également envoyé des lettres aux présidents des partis démocrate et républicain, au gouverneur du Maryland Théodore McKeldin, et à l'ancienne Première dame Eleanor Roosevelt. Madame Roosevelt a répondu à Kahn qu'elle sentait que cet enthousiasme était partagé par beaucoup de jeunes à travers le pays, et que ce serait un geste non seulement pour les étudiants de l'université du Maryland mais pour toute la jeunesse américaine. Elle a alors envoyé un courrier à ce sujet à James Finnegan, directeur de campagne d'Adlai Stevenson, approuvant la proposition de Kahn. Rien n'a finalement lieu. L'impact précis de la proposition de Kahn sur les débats Kennedy-Nixon lors de la campagne présidentielle suivante, en 1960, n'est pas claire, ses idées ne bénéficiant d'une exposition médiatique nationale. Quatre ans plus tard, les premiers débats télévisés (entre Kennedy et Nixon) sont organisés.

### 1960
Le premier débat télévisé pour l'élection présidentielle se tient le 26 septembre 1960, entre le sénateur et candidat démocrate John F. Kennedy et le vice-président et candidat républicain Richard Nixon, à Chicago dans les studios de CBS-TV WBBM. L'historien J.N. Druckman note que la télévision a notablement influencé le public sur la perception qu'ils ont du candidat (par exemple sur leur intégrité). Dans le même temps, la télévision a également coïncidé avec une situation géopolitique de plus en plus polarisée et idéologique (la Guerre froide). Trois autres débats ont eu lieu entre les candidats. On considère que c'est Kennedy qui fut le plus à l'aise, grâce aux conseils du réalisateur télévisuel et futur cinéaste Franklin Schaffner.
Aucun débat télévisé n'est organisé entre les candidats des élections de 1964, 1968 et 1972, notamment par crainte de similaires conséquences à la défaite de Nixon en 1960, sauf pendant la primaire démocrate de 1968, entre Robert F. Kennedy et Eugene McCarthy, et celle de 1972 entre George McGovern et Hubert Humphrey.

### Depuis 1976

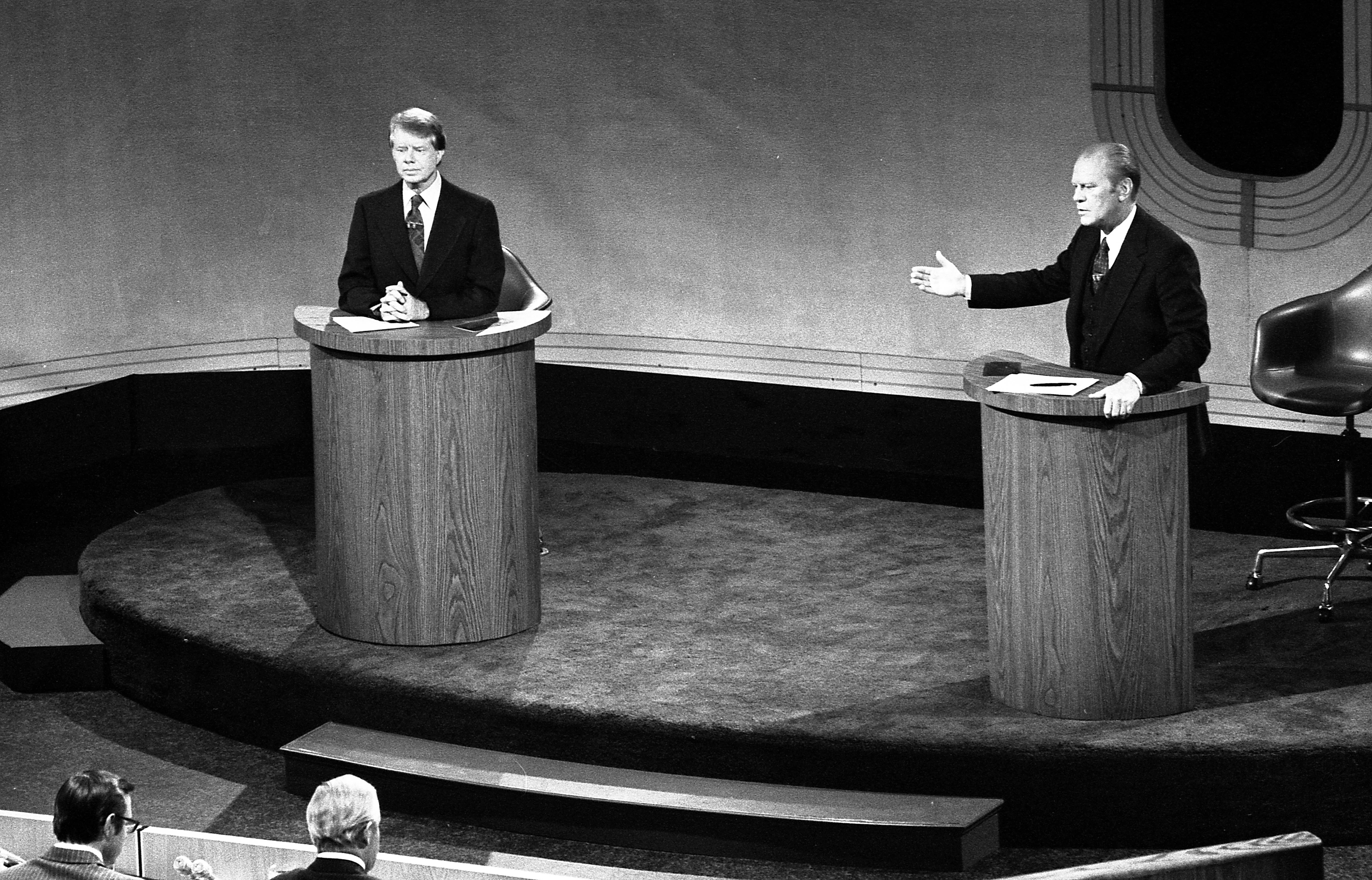
Débat entre Carter et Ford sur la politique intérieure au Walnut Street Theatre de Philadelphie, le 23 septembere 1976.

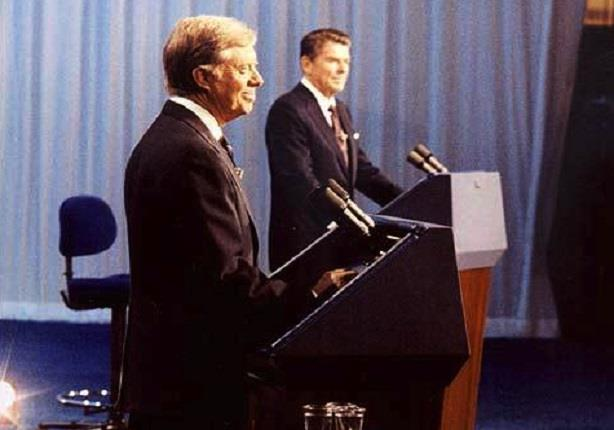
Le président Jimmy Carter (à gauche) et l'ancien gouverneur Ronald Reagan (à droite) au débat présidentiel du 28 octobre 1980.

Ce n'est qu'en 1976 qu'une nouvelle série de débats télévisés présidentiels a lieu pendant la campagne électorale. Ceux-ci sont parrainés par la Ligue des femmes électrices. Le 23 septembre 1976, le candidat démocrate, Jimmy Carter, gouverneur de la Géorgie, et le président sortant, le républicain Gerald Ford, acceptent l'organisation de trois débats télévisés (un sur les questions intérieures, l'un sur la politique étrangère, et l'autre sur des sujets divers) tourné dans un studio devant un public. Un seul débat vice-présidentiel a lieu cette année-là : il oppose le sénateur démocrate Walter Mondale et le sénateur républicain Bob Dole.
L'influence de ces débats télévisés sur les électeurs a de nouveau été démontré lors de ce scrutin. Ford bénéficiait alors d'une large avance sur Carter dans les sondages, et de l’avis des commentateurs avait remporté le premier débat sur la politique intérieure. Toutefois, lors du deuxième débat sur la politique étrangère, Ford a fait une déclaration largement considérée comme une bourde : « Il n'y a pas de domination soviétique sur l'Europe orientale et il n'y en aura jamais sous une administration Ford ». Après cela, l'avance de Ford dans les sondages s'est réduite, et Carter a remporté l'élection d'une très courte avance.
Les débats jouent à nouveau un rôle important lors de l'élection de 1980. Au départ, le président Carter possède dans les sondages une avance certaine sur son adversaire, le gouverneur de Californie Ronald Reagan. Au cours des débats, grâce à des années d'expérience devant une caméra en tant qu'acteur, Reagan gagne la sympathie des téléspectateurs et remonte dans les sondages face à Carter, jusqu'à sa victoire (fruit également d'autres conjonctures).

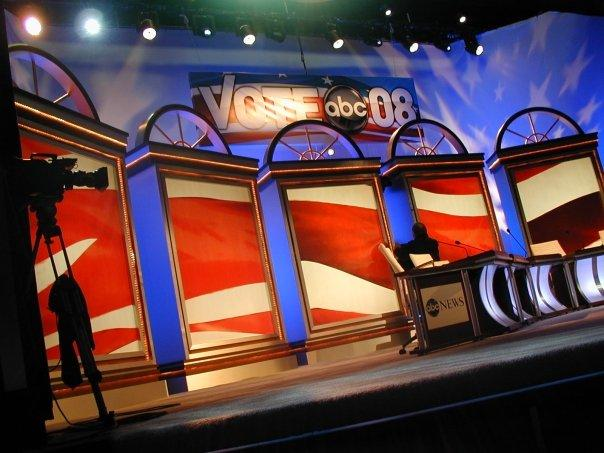
Le plateau télévisé dressé au Saint Anselm College pendant les débats ABC/Facebook de l'élection de 2008.

L'année 1992 présente le premier débat impliquant les candidats des deux grands partis (le républicain et président sortant George H. W. Bush, et le démocrate Bill Clinton) avec un troisième, indépendant, en la personne du milliardaire Ross Perot. Le président Bush est alors critiqué pour son hésitation à participer à des débats à trois, ne jugeant pas opportun de se mesurer à un candidat qui contrecarre le système bipartisan en place. En outre, on lui reproche de regarder sa montre, pour vérifier combien de temps il restait à lui et ses adversaires, alors qu'une électrice lui demande s'il était touché par le niveau de la dette (c'est lors de cette campagne présidentielle que sont adoptées une formule de débats face à un public d'électeurs indécis, appelées « Townhall meetings » ou « discussions municipales »).
Parmi les modérateurs ayant animé ces débats, on relève notamment Bernard Shaw, Bill Moyers, Jim Lehrer, et Barbara Walters. Ils sont sélectionnés par la Commission des débats présidentiels, une association créée en 1987 et dirigée conjointement par des démocrates et des républicains.
Le Saint Anselm College a accueilli quatre débats en 2004 et 2008, étant un lieu favori pour ces confrontations en raison de l'histoire du collège dans la primaire du New Hampshire (la première primaire de chaque élection).
L'université Washington de Saint-Louis a accueilli des débats à trois reprises (en 1992, 2000 et 2004), soit plus que tout autre endroit. L'université a également été prévue pour accueillir un débat en 1996, mais on a finalement négocié entre les deux candidats de réduire le nombre de débats de trois à deux. L'université a accueilli le seul débat vice-présidentiel de 2008.

## Règles et format des débats
Certains débats présentent les deux candidats debout derrière des pupitres ou autour de tables de conférence, avec le modérateur situé de l'autre côté. Selon le format convenu, c'est soit un modérateur, soit un membre du public qui est habilité à poser des questions. En général il n'y a pas des déclarations liminaires, juste des déclarations de clôture.
Un tirage au sort détermine qui pourra répondre à la première question. Ensuite, chaque candidat répond à la suite de l’autre ou de façon alternative. Une fois qu'une question est posée, le candidat dispose de 2 minutes pour y répondre. Après cela, le candidat adverse a environ 1 minute pour répondre et réfuter les arguments de son concurrent. À la discrétion de l'animateur, la discussion de la question peut être prolongé de 30 secondes par candidat.
Dans les débats récents, des lumières colorées ressemblant à feux ont été installés pour aide le candidat à connaître la durée restante : « vert » indiquant 30 secondes, « jaune » indiquant 15 secondes et « rouge » indiquant seulement 5 secondes restantes. Si nécessaire, un signal sonore peut être utilisé, ou bien un drapeau.

## Contrôle des débats
La question du contrôle des débats présidentiels a donné lieu à des discussions pendant plus de deux décennies. Ce rôle incombe d'abord à la Ligue des femmes électrices (LWV), une organisation civique, en 1976, 1980 et 1984. En 1987, la LWV retire son parrainage des débats, pour protester contre les candidats des principaux partis, qui tentent de dicter presque tous les aspects de la manière dont ces débats doivent être menés. Le 2 octobre 1988, les 14 administrateurs de la LMW votent ainsi à l'unanimité ce retrait, et, le 3 octobre, publient un communiqué de presse :

« La Ligue des femmes électrices retire son parrainage des débats présidentiels… parce que les exigences des deux équipes de campagne vont engendrer des erreurs de jugement sur l'électeur américain. Il est devenu clair pour nous que ces équipes visent à ajouter ces débats à des campagnes électorales dépourvues de substance, de spontanéité et dépourvues de réponses à des questions concrètes. La Ligue n'a pas l'intention de devenir un accessoire pour tromper le public américain. »

Selon le LWV, ce retrait s'explique parce que « les équipes ont communiqué leur accord à la Ligue le 28 septembre, soit deux semaines avant le débat programmé. L'accord a été négocié à huis clos, 16 pages de conditions n'étant pas soumises à la négociation. Le plus inacceptable pour la Ligue… étaient les conditions de l'entente qui ont donné aux équipes un contrôle sans précédent sur la procédure… [y compris] le contrôle de la sélection des intervenants, la composition de l'auditoire, l'accès à la salle pour la presse et d'autres questions ».
La même année, les deux principaux partis politiques ont confié le contrôle de l'organisation des débats présidentiels à la Commission sur les débats présidentiels (CPD). Cette commission est dirigée depuis sa création par d'anciens présidents du Comité national démocrate et du Comité national républicain. Certains ont critiqué l'exclusion des tiers partis et des candidats indépendants ainsi que la condition d'obtenir au moins 15 % dans les sondages pour être invité. En 2004, d'un autre côté, la Commission de débat des citoyens (CDC) a été créée avec pour mission déclarée de rendre le contrôle des débats à un organisme indépendant non partisan et non un organe bipartite. Néanmoins, la CPD a conservé le contrôle des débats cette année-là ainsi qu'en 2008.

## Les débats présidentiels

### Élection présidentielle de 1984
| Date            | Protagonistes                          | Lieu                                                   | Thème(s) | Animateur       | Audience (en millions) |
| --------------- | -------------------------------------- | ------------------------------------------------------ | -------- | --------------- | ---------------------- |
| 7 octobre 1984  | Ronald Reagan et Walter Mondale        | Kentucky Center (Louisville, Kentucky)                 | ?        | Barbara Walters | 65.1                   |
| 11 octobre 1984 | George H. W. Bush et Geraldine Ferraro | Philadelphia Civic Center (Philadelphie, Pennsylvanie) | ?        | Sander Vanocur  | 56.7                   |
| 21 octobre 1984 | Ronald Reagan et Walter Mondale        | Municipal Auditorium (Kansas City, Missouri)           | ?        | Edwin Newman    | 67.3                   |

### Élection présidentielle de 1988
| Date              | Protagonistes                        | Lieu                                                        | Thème(s) | Animateur     | Audience (en millions) |
| ----------------- | ------------------------------------ | ----------------------------------------------------------- | -------- | ------------- | ---------------------- |
| 25 septembre 1988 | George H. W. Bush et Michael Dukakis | Université de Wake Forest (Winston-Salem, Caroline du Nord) | ?        | Jim Lehrer    | 65.1                   |
| 5 octobre 1988    | Dan Quayle et Lloyd Bentsen          | Omaha Civic Auditorium (Omaha, Nebraska)                    | ?        | Judy Woodruff | 46.9                   |
| 13 octobre 1988   | George H. W. Bush et Michael Dukakis | Université de Californie (Los Angeles, Californie)          | ?        | Bernard Shaw  | 67.3                   |

### Élection présidentielle de 1992
| Date            | Protagonistes                                 | Lieu                                                         | Thème(s) | Animateur      | Audience (en millions) |
| --------------- | --------------------------------------------- | ------------------------------------------------------------ | -------- | -------------- | ---------------------- |
| 11 octobre 1992 | George H. W. Bush, Bill Clinton et Ross Perot | Université Washington de Saint-Louis (Saint-Louis, Missouri) | ?        | Jim Lehrer     | 62.4                   |
| 13 octobre 1992 | Dan Quayle, Al Gore et James Stockdale        | Georgia Institute of Technology (Atlanta, Géorgie)           | ?        | Hal Bruno      | 51.2                   |
| 15 octobre 1992 | George H. W. Bush, Bill Clinton et Ross Perot | Université de Richmond (Richmond, Virginie)                  | ?        | Carole Simpson | 69.9                   |
| 19 octobre 1992 | George H. W. Bush, Bill Clinton et Ross Perot | Université d'État du Michigan (East Lansing, Michigan)       | ?        | Jim Lehrer     | 66.9                   |

### Élection présidentielle de 1996
| Date            | Protagonistes            | Lieu                                                                | Thème(s) | Animateur  | Audience (en millions) |
| --------------- | ------------------------ | ------------------------------------------------------------------- | -------- | ---------- | ---------------------- |
| 6 octobre 1996  | Bill Clinton et Bob Dole | Lincoln Center for the Performing Arts (New York, État de New York) | ?        | Jim Lehrer | 46.1                   |
| 9 octobre 1996  | Al Gore et Jack Kemp     | Théâtre Mahaffey (St. Petersburg, Floride)                          | ?        | Jim Lehrer | 26.6                   |
| 16 octobre 1996 | Bill Clinton et Bob Dole | Université de San Diego (San Diego, Californie)                     | ?        | Jim Lehrer | 36.6                   |

### Élection présidentielle de 2000
| Date            | Protagonistes                   | Lieu                                                         | Thème(s) | Animateur    | Audience (en millions) |
| --------------- | ------------------------------- | ------------------------------------------------------------ | -------- | ------------ | ---------------------- |
| 3 octobre 2000  | George W. Bush et Al Gore       | Université du Massachusetts (Boston, Massachusetts)          | ?        | Jim Lehrer   | 46.6                   |
| 5 octobre 2000  | Dick Cheney et Joseph Lieberman | Centre College (Danville, Kentucky)                          | ?        | Bernard Shaw | 28.5                   |
| 11 octobre 2000 | George W. Bush et Al Gore       | Université de Wake Forest (Winston-Salem, Caroline du Nord)  | ?        | Jim Lehrer   | 37.5                   |
| 17 octobre 2000 | George W. Bush et Al Gore       | Université Washington de Saint-Louis (Saint-Louis, Missouri) | ?        | Jim Lehrer   | 37.7                   |

### Élection présidentielle de 2004
| Date              | Protagonistes                | Lieu                                                         | Thème(s) | Animateur      | Audience (en millions) |
| ----------------- | ---------------------------- | ------------------------------------------------------------ | -------- | -------------- | ---------------------- |
| 30 septembre 2004 | George W. Bush et John Kerry | Université de Miami (Coral Gables, Floride)                  | ?        | Jim Lehrer     | 62.4                   |
| 5 octobre 2004    | Dick Cheney et John Edwards  | Université Case Western Reserve (Cleveland, Ohio)            | ?        | Gwen Ifill     | 43.5                   |
| 8 octobre 2004    | George W. Bush et John Kerry | Université Washington de Saint-Louis (Saint-Louis, Missouri) | ?        | Charles Gibson | 46.7                   |
| 13 octobre 2004   | George W. Bush et John Kerry | Université d'État de l'Arizona (Tempe, Arizona)              | ?        | Bob Schieffer  | 51.1                   |

### Élection présidentielle de 2008
| Date              | Protagonistes               | Lieu                                                         | Thème(s) | Animateur     | Audience (en millions) |
| ----------------- | --------------------------- | ------------------------------------------------------------ | -------- | ------------- | ---------------------- |
| 26 septembre 2008 | Barack Obama et John McCain | Université du Mississippi (Mississippi)                      | ?        | Jim Lehrer    | 52.4                   |
| 3 octobre 2008    | Joe Biden et Sarah Palin    | Université Washington de Saint-Louis (Saint-Louis, Missouri) | ?        | Gwen Ifill    | 69.9                   |
| 7 octobre 2008    | Barack Obama et John McCain | Université Belmont (Nashville, Tennessee)                    | ?        | Tom Brokaw    | 63.2                   |
| 15 octobre 2008   | Barack Obama et John McCain | Université Hofstra (Hempstead, New York)                     | ?        | Bob Schieffer | 56.5                   |

### Élection présidentielle de 2012
| Date            | Protagonistes               | Lieu                                     | Thème(s)                                        | Animateur      | Audience (en millions) |
| --------------- | --------------------------- | ---------------------------------------- | ----------------------------------------------- | -------------- | ---------------------- |
| 3 octobre 2012  | Barack Obama et Mitt Romney | Université de Denver (Colorado)          | Politique intérieure                            | Jim Lehrer     | 67.2                   |
| 11 octobre 2012 | Joe Biden et Paul Ryan      | Centre College (Danville, Kentucky)      | -                                               | Martha Raddatz | 51.4                   |
| 16 octobre 2012 | Barack Obama et Mitt Romney | Université Hofstra (Hempstead, New York) | Questions directes du public et des internautes | Candy Crowley  | 65.6                   |
| 22 octobre 2012 | Barack Obama et Mitt Romney | Université Lynn (Boca Raton, Floride)    | Politique étrangère                             | Bob Schieffer  | 59.2                   |

### Élection présidentielle de 2016
| Date              | Protagonistes                   | Lieu                                          | Thème(s)                                        | Animateur                         | Audience (en millions) |
| ----------------- | ------------------------------- | --------------------------------------------- | ----------------------------------------------- | --------------------------------- | ---------------------- |
| 26 septembre 2016 | Hillary Clinton et Donald Trump | Université Hofstra (Hempstead, New York)      | Direction de l'Amérique, prospérité et sécurité | Lester Holt                       | 84.0                   |
| 4 octobre 2016    | Tim Kaine et Mike Pence         | Université Longwood (Farmville, Virginie)     | Politique étrangère et intérieure               | Elaine Quijano                    | 36.0                   |
| 9 octobre 2016    | Hillary Clinton et Donald Trump | Université Washington (Saint-Louis, Missouri) | Questions directes du public                    | Anderson Cooper et Martha Raddatz | 66.5                   |
| 19 octobre 2016   | Hillary Clinton et Donald Trump | Université du Nevada (Las Vegas, Nevada)      | Politique intérieure et étrangère               | Chris Wallace                     | 71.6                   |

### Élection présidentielle de 2020

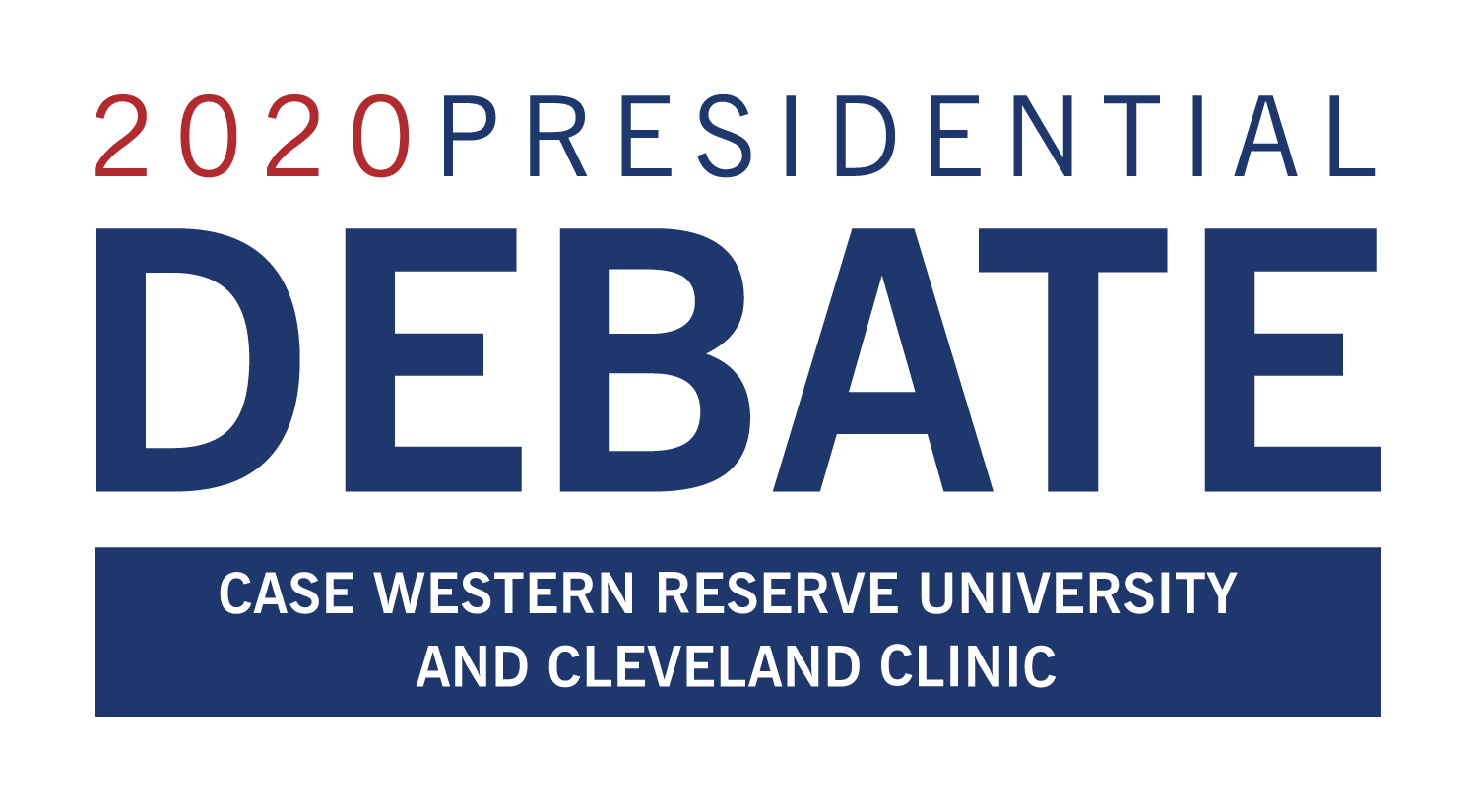
Logo d'un débat présidentiel de 2020.

| Date              | Protagonistes               | Lieu                                         | Thème(s)                                                                                 | Animateur      | Audience (en millions) |
| ----------------- | --------------------------- | -------------------------------------------- | ---------------------------------------------------------------------------------------- | -------------- | ---------------------- |
| 29 septembre 2020 | Donald Trump et Joe Biden   | Université de Cleveland (Cleveland, Ohio)    | Cour suprême, Covid-19, situation économique, tensions raciales, intégrité des élections | Chris Wallace  | 73.1                   |
| 7 octobre 2020    | Mike Pence et Kamala Harris | Université de l'Utah (Salt Lake City, Utah)  | Cour suprême, Covid-19, situation économique, tensions raciales, intégrité des élections | Susan Page     | 57.9                   |
| 15 octobre 2020   | Donald Trump et Joe Biden   | Université du Michigan (Ann Arbor, Michigan) | Annulé en raison de la pandémie de Covid-19 aux États-Unis                               | -              | -                      |
| 22 octobre 2020   | Donald Trump et Joe Biden   | Université Belmont (Nashville, Tennessee)    | Covid-19, situation économique, salaire minimum, politique étrangère, climat             | Kristen Welker | 63.0                   |

### Élection présidentielle de 2024
Les deux candidats ont décidé d'établir des créneaux et des conditions spécifiques, en rejetant les plans déjà établis par la commission des débats. Le 27 juin 2024, des millions d'Américains ont suivi le débat de 90 minutes organisé par CNN entre Joe Biden et Donald Trump. 60 % des électeurs s'y intéressent.
La prestation de Joe Biden durant le débat est très critiquée, y compris par lui-même, notamment en raison de son âge, et devient une source d'inquiétude pour les démocrates,. Dès la fin du débat, plusieurs membres du parti et des soutiens appellent Biden à renoncer à sa candidature, ce qu'il fit le 21 juillet, laissant la représentation démocrate à Kamala Harris.
Les équipes de Kamala Harris et Donald Trump acceptent un débat le 10 septembre 2024 sur ABC. Trump refuse ensuite un second débat.

## Les débats des vice-présidents

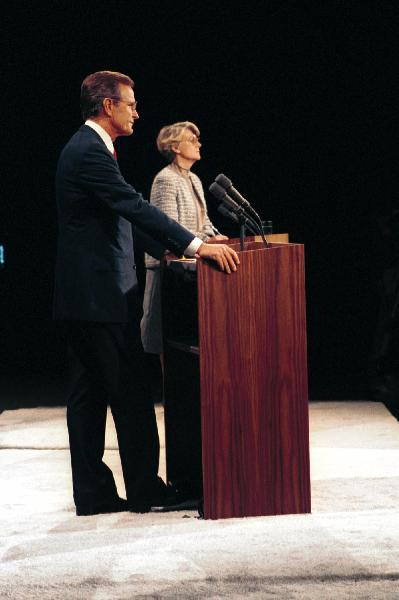
Geraldine Ferraro lors du débat vice-présidentiel avec George H. W. Bush en 1984.

Les débats entre les colistiers à la présidentielle des États-Unis existent depuis l'élection de 1976. Ils ont généralement peu d'incidence sur le résultat de l'élection. Certains sont restés célèbres :
- 1976 : Bob Dole, colistier du président républicain Gerald Ford, reproche à son adversaire Walter Mondale, colistier du futur vainqueur Jimmy Carter, de représenter un parti belliciste : « Si on totalisait le nombre de morts et de blessés lors des guerres démocrates au cours de ce siècle, on atteindrait le chiffre de 1,6 million d'Américains, autrement dit de la ville de Détroit ».
- 1988 : le républicain Dan Quayle compare sa carrière politique à celle de l'ancien président démocrate John F. Kennedy. Son rival, le démocrate Lloyd Bentsen, lui répond : « Sénateur, j’ai travaillé avec Jack Kennedy. Je connaissais Jack Kennedy. Jack Kennedy était un ami. Sénateur, vous n'êtes pas Jack Kennedy ».
- 1992 : le candidat indépendant à la vice-présidence, le vice-amiral James Stockdale (Ross Perot est candidat à la présidence) a un moment d'oubli face au démocrate Al Gore et au républicain Dan Quayle, et déclare, en faisant rire le public : « Qui-suis-je ? Pourquoi suis-je ici ? ».
- 2004 : le candidat républicain Dick Cheney affirme au démocrate John Edwards : « La première fois que je vous ai vu, c'est quand vous êtes entré sur scène ce soir ».
- 2008 : la candidate républicaine Sarah Palin déclare dès son arrivée sur le plateau télévisé au démocrate Joe Biden : « Je peux vous appeler Joe ? ».

## Synthèse
| Élection       | Nombre de débats présidentiels | Nombre de débats vice-présidentiels                                                                                    |
| -------------- | --- | --- |
| 1960           | Quatre débats entre le vice-président Richard Nixon et le sénateur du Massachusetts John F. Kennedy. | Aucun |
| 1964 1968 1972 | Aucun | Aucun |
| 1976           | Trois débats entre le président Gerald Ford et l'ancien gouverneur de Géorgie Jimmy Carter. | Un débat entre le sénateur du Kansas Bob Dole et le sénateur du Minnesota Walter Mondale                               |
| 1980           | Un premier débat entre l'ancien gouverneur de Californie Ronald Reagan et le représentant du 16e district d'Illinois John B. Anderson. Un second débat entre le président Jimmy Carter et Ronald Reagan. | Aucun |
| 1984           | Deux débats entre le président Ronald Reagan et l'ancien vice-président Walter Mondale. | Un débat entre le vice-président George H. W. Bush et la représentante de New York Geraldine Ferraro.                  |
| 1988           | Deux débats entre le vice-président George H. W. Bush et le gouverneur du Massachusetts Michael Dukakis.                                                                                                 | Un débat entre le sénateur de l'Indiana Dan Quayle et le sénateur du Texas Lloyd Bentsen.                              |
| 1992           | Trois débats entre le président George H. W. Bush, le gouverneur de l'Arkansas Bill Clinton et l'homme d'affaires Ross Perot.                                                                            | Un débat entre le vice-président Dan Quayle, le sénateur du Tennessee Al Gore et l'ancien vice-amiral James Stockdale. |
| 1996           | Deux débats entre le président Bill Clinton et l'ancien sénateur du Kansas Bob Dole. | Un débat entre le vice-président Al Gore et l'ancien secrétaire au Logement et au Développement urbain Jack Kemp.      |
| 2000           | Trois débats entre le vice-président Al Gore et le gouverneur du Texas George W. Bush. | Un débat entre le sénateur du Connecticut Joe Lieberman et l'ancien secrétaire à la Défense Dick Cheney.               |
| 2004           | Trois débats entre le président George W. Bush et le sénateur du Massachusetts John Kerry. | Un débat entre le vice-président Dick Cheney et le sénateur de Caroline-du-Nord John Edwards.                          |
| 2008           | Trois débats entre le sénateur de l'Arizona John McCain et le sénateur de l'Illinois Barack Obama. | Un débat entre la gouverneur de l'Alaska Sarah Palin et le sénateur du Delaware Joe Biden.                             |
| 2012           | Trois débats entre le président Barack Obama et l'ancien gouverneur du Massachusetts Mitt Romney. | Un débat entre le vice-président Joe Biden et le représentant du Wisconsin Paul Ryan.                                  |
| 2016           | Trois débats entre l'ancienne secrétaire d'État Hillary Clinton et l'homme d'affaires Donald Trump. | Un débat entre le sénateur de Virginie Tim Kaine et le gouverneur de l'Indiana Mike Pence.                             |
| 2020           | Deux débats entre le président Donald Trump et l'ancien vice-président Joe Biden. | Un débat entre le vice-président Mike Pence et la sénatrice de Californie Kamala Harris.                               |
| 2024           | Un premier débat entre le président Joe Biden et l'ancien président Donald Trump. Un deuxième débat entre la vice-présidente Kamala Harris et l'ancien président Donald Trump.                           | Un débat entre le gouverneur du Minnesota Tim Walz et le sénateur de l'Ohio J. D. Vance.                               |

## Dans la fiction
- 2003 : Président par accident, film de Chris Rock

### Sources
- (en) Cet article est partiellement ou en totalité issu de l’article de Wikipédia en anglais intitulé « United States presidential election debates » (voir la liste des auteurs).